# PGC 213977
LEDA/PGC 213977, inoffiziell auch NGC 4292A genannt, ist eine Spiralgalaxie vom Hubble-Typ Sab? im Sternbild Jungfrau auf der Ekliptik. Sie ist schätzungsweise 1,3 Milliarden Lichtjahre von der Milchstraße entfernt und hat einen Durchmesser von etwa 245.000 Lichtjahren. Gemeinsam mit NGC 4292 bildet sie das optische Galaxienpaar Holm 375.
Im selben Himmelsareal befinden sich u. a. die Galaxien Messier 61, PGC 1269035, PGC 1273142, PGC 3096124.